# Martin Rapoldi
Martin Rapoldi (* 11. November 1880 in St. Johann am Brückl, Kärnten; † 18. Oktober 1926 in Innsbruck) war ein österreichischer Politiker und Journalist.

## Leben
Der Bauernsohn machte in Klagenfurt eine Ausbildung zum Tischler, wo er anschließend als Geselle arbeitete. Über Wien kam er 1904 nach Tirol und war zunächst als Tischler tätig. Rapoldi war früh in der Arbeiterbewegung aktiv und bereits mit 18 Jahren der Gewerkschaft der Holzarbeiter beigetreten. Von 1904 bis 1906 war er bei der Allgemeinen Arbeiterkrankenkasse angestellt, ab 1906 arbeitete er als leitender Redakteur bei der sozialdemokratischen Volks-Zeitung. Unter seiner Leitung wurde eine eigene Druckerei errichtet und die Volks-Zeitung zur Tageszeitung gemacht. Friedrich Austerlitz versuchte ihn für die Redaktion der Arbeiter-Zeitung zu gewinnen, was er jedoch ausschlug.
Martin Rapoldi war 1918/19 für die Sozialdemokratische Arbeiterpartei (SDAP) Mitglied des Tiroler Nationalrats, 1919 Landtagsabgeordneter und ab 1919 Mitglied des Innsbrucker Gemeinderates. Von 1919 bis 1923 war er erster Bürgermeisterstellvertreter, dann Obmann des Verwaltungsrates der städtischen Lichtwerke und ab 1923 Stadtrat. Auf seine Initiative wurde der Achensee für die Stadt Innsbruck vom Stift Fiecht erworben, die Tiroler Wasserkraftwerke AG gegründet und das Achenseekraftwerk errichtet.
1905 heiratete er in Wörgl Maria Schwab (1884–1975) aus Kirchdorf in Tirol, das Paar bekam zwei Kinder. Maria Rapoldi war ebenfalls politisch aktiv und viele Jahre lang Gemeinderätin in Innsbruck.
Martin Rapoldi starb 45-jährig am 18. Oktober 1926 an einem Nierenleiden und wurde am 20. Oktober unter großer Anteilnahme der Bevölkerung in einem Ehrengrab der Stadt Innsbruck am Westfriedhof beigesetzt.
1927 wurde der Rapoldipark im Innsbrucker Stadtteil Pradl nach ihm benannt. Ein in Kranebitten für ihn errichtetes Denkmal wurde 1934 von Heimwehrmännern zerstört.